# Edoardo Albinati

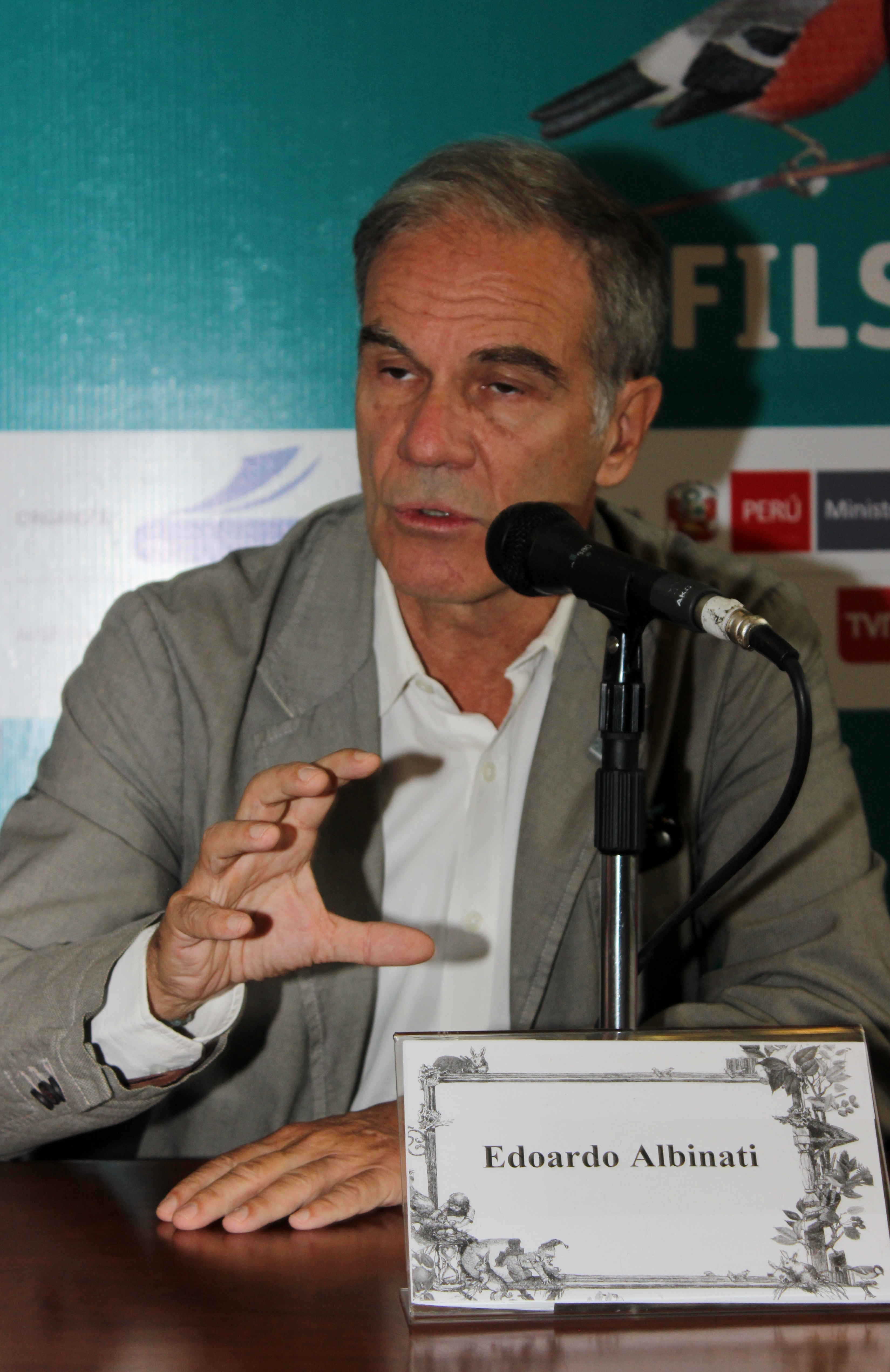
Edoardo Albinati, 2018

Edoardo Albinati (geboren 11. Oktober 1956 in Rom) ist ein italienischer Schriftsteller.

## Leben
Edoardo Albinati wuchs in Rom im Quartiere Trieste auf und besuchte das Gymnasium San Leone Magno und im letzten Schuljahr das staatliche Gymnasium Giulio Cesare. Albinati bearbeitete Filmskripte, übersetzte Literatur aus dem Englischen und arbeitete als Redakteur bei der literarischen Zeitschrift Nuovi Argomenti. 1988 veröffentlichte er mit Arabeschi della vita morale einen ersten Band mit Erzählungen. Sein 1989 erschienener Roman Il polacco lavatore di vetri wurde 1998 von Peter Del Monte verfilmt. Seit 1994 arbeitet er nebenher als Lehrer im Gefängnis im römischen Stadtviertel Rebibbia.
Von 2002 bis 2004 war Albinati Mitglied einer Mission des UN Flüchtlingskommissariats in Afghanistan und 2004 in selber Funktion im Tschad. Seine Berichte erschienen im Corriere della Sera und in La Repubblica.
Albinati gewann 2004 den Premio Viareggio für den Roman Svenimenti. Der 2006 zusammen mit dem Schauspieler Filippo Timi geschriebene Roman Tuttalpiù muoio wurde von Timi zusätzlich noch als Bühnenwerk herausgebracht.
Mit dem Filmregisseur Matteo Garrone schrieb er 2015 das Drehbuch für den Fantasyfilm Il racconto dei racconti. Für Marco Bellocchio schrieb er das Drehbuch zu Fai bei sogni.
Für den Roman Die katholische Schule erhielt Albinati 2016 den „wichtigsten italienischen Literaturpreis“ Premio Strega. Der mit 1294 Seiten ungewöhnlich umfangreiche Roman enthält von soziologischen Betrachtungen bis zu Aphorismen, Psychogrammen, Essays und philosophischen Ausführungen alles Mögliche. Sprachlich-stilistisch glänzt er laut Rezensentin Maike Albath und ist ebenso glänzend übersetzt; so wurde der Übersetzung denn auch der Deutsch-Italienische Übersetzerpreis 2020 zuerkannt. Inhaltlich nimmt der Roman ein 1975 tatsächlich geschehenes Verbrechen dreier Mitschüler des Autors als Ausgangspunkt, um ein Sittenbild der italienischen Gesellschaft der 1970er Jahre zu Papier zu bringen.

## Auszeichnungen
- 2004: Premio Viareggio für den Roman Svenimenti
- 2012: Premio Mondello für Vita e morte di un ingegnere
- 2016: Premio Strega für La scuola cattolica

## Werke (Auswahl)
Romane
- Il polacco lavatore di vetri. Longanesi, Mailand 1989, ISBN 88-304-0882-4.
- Svenimenti. Einaudi, Turin 2004, ISBN 88-06-17130-5.
- mit Filippo Timi: Tuttalpiú muoio. Fandango, Rom 2006, ISBN 88-6044-009-2.
- La scuola cattolica. Rizzoli, Mailand 2016, ISBN 978-88-17-08683-7.
  - Die katholische Schule. Übersetzung Verena von Koskull. Berlin Verlag, Berlin 2018, ISBN  978-3-8270-1359-0.
- Un adulterio. Rizzoli, Mailand 2017.
  - Ein Ehebruch. Übersetzung Verena von Koskull. Berlin Verlag, Berlin 2019, ISBN 978-3-8270-1407-8.

Kurzgeschichten
- Arabeschi della vita morale. Longanesi, Mailand 1988, ISBN 88-304-0775-5.
- Orti di guerra. Fazi Rom, 1997, ISBN 88-8112-048-8.
- 19. Mondadori, Mailand 2001, ISBN 88-04-49841-2.
- Voci nel buio. Charta, Rom 2005, ISBN 88-8158-582-0.
- Guerra alla tristezza! Fandango, Rom 2009, ISBN 978-88-6044-126-3.

Prosa
- Maggio selvaggio. Mondadori, Mailand 1999, ISBN 88-04-45806-2.
- Il ritorno. Diario di una missione in Afghanistan. Mondadori, Mailand 2002, ISBN 88-04-51419-1.
- Vita e morte di un ingegnere. Mondadori, Mailand 2012, ISBN 978-88-04-61468-5.

Gedichte
- Elegie e proverbi. Mondadori, Mailand 1989, ISBN 88-04-32436-8.
- La comunione dei beni. Giunti, Florenz 1995, ISBN 88-09-20604-5.
- mit Paolo Del Colle: Mare o monti. L'obliquo/A.A.M. Architettura Arte Moderna, Brescia 1997.
- Sintassi italiana. Gedichte. Guanda, Parma 2002, ISBN 88-8246-295-1.

Essays
- Oro colato. Otto lezioni sulla materia della scrittura. Fandango, 2014, ISBN 978-88-6044-444-8.

Drehbücher
- Uno a me, uno a te e uno a Raffaele. Regie Jon Jost, 1994
- Il racconto dei racconti. Regie Matteo Garrone, 2015
- Fai bei sogni. Regie Marco Bellocchio, 2016

## Belege
1. ↑  Edoardo Albinati im Gespräch : „Gewalt gehört zur bürgerlichen Mentalität“, FAZ online, erschienen und abgerufen am 1. Mai 2019.
2. ↑  Maike Albath: Edoardo Albinati: „Die katholische Schule“ - „Die Brutalität der Jungmännerwelt“, Rezension auf deutschlandfunkkultur.de vom 2. November 2018, abgerufen am 1. Mai 2019.

| Personendaten    | Personendaten                |
| ---------------- | ---------------------------- |
| NAME             | Albinati, Edoardo            |
| KURZBESCHREIBUNG | italienischer Schriftsteller |
| GEBURTSDATUM     | 11. Oktober 1956             |
| GEBURTSORT       | Rom                          |